# August Neidhardt von Gneisenau

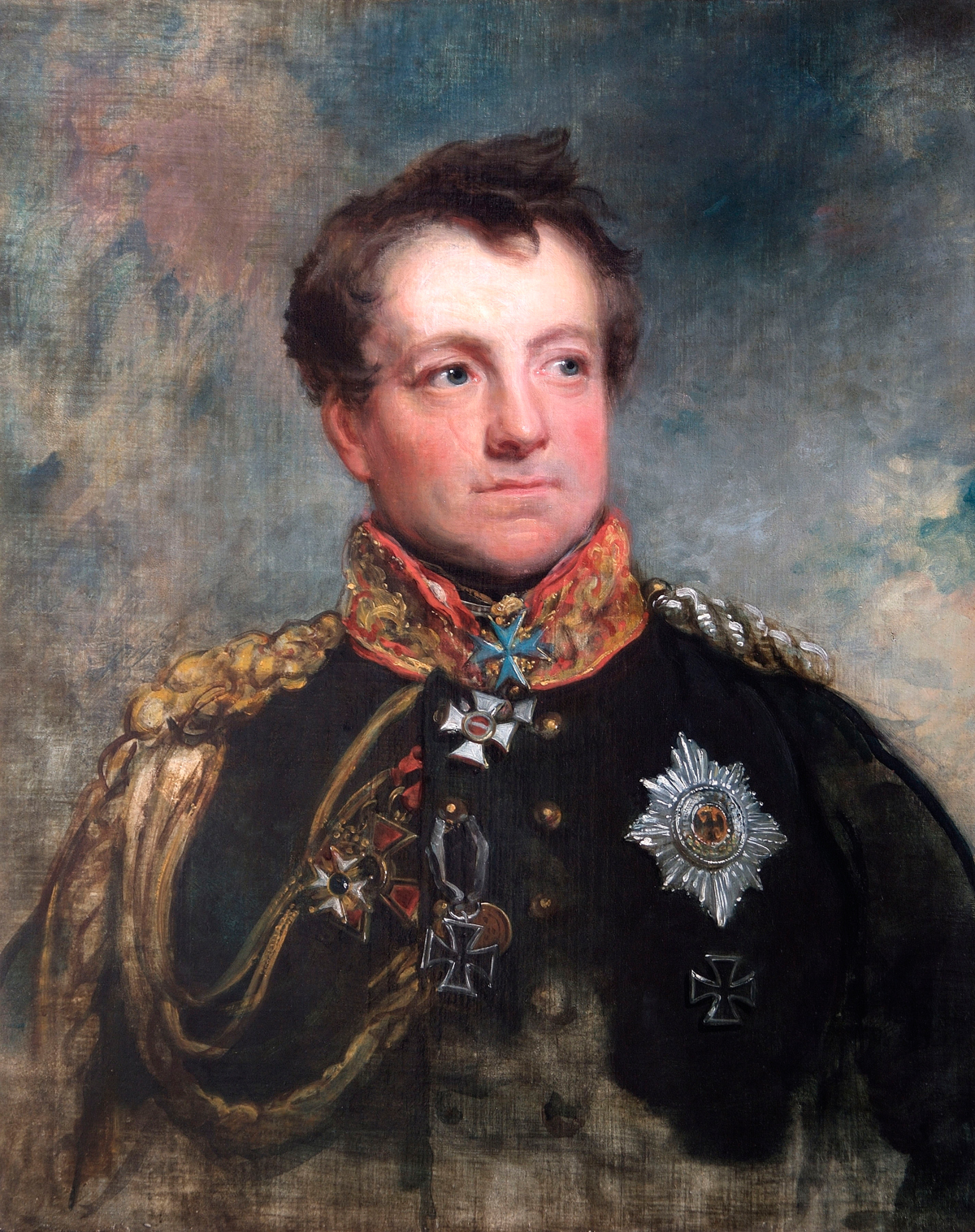
August Neidhardt von Gneisenau, Gemälde von George Dawe, 1818.

August Wilhelm Anton Neidhardt (ursprünglich: Neithardt), ab 1783 Neidhardt von Gneisenau, ab 1814 Graf Neidhardt von Gneisenau (* 27. Oktober 1760 in Schildau; † 23. August 1831 in Posen) war ein preußischer Generalfeldmarschall, Heeresreformer und in den Befreiungskriegen ein erfolgreicher Befehlshaber seiner Truppen. Während der Stein-Hardenbergschen Reformen modernisierte er zusammen mit Gerhard von Scharnhorst die Preußische Armee im Sinne der Aufklärung, schaffte die alten Adelsvorrechte ab und führte die allgemeine Wehrpflicht ein. Unter anderem auf der Grundlage seiner Ideen wurde später die Auftragstaktik entwickelt. In der Schlacht bei Waterloo 1815 trug er entscheidend zum Sieg über Napoleon bei.

## Leben

### Herkunft und Name

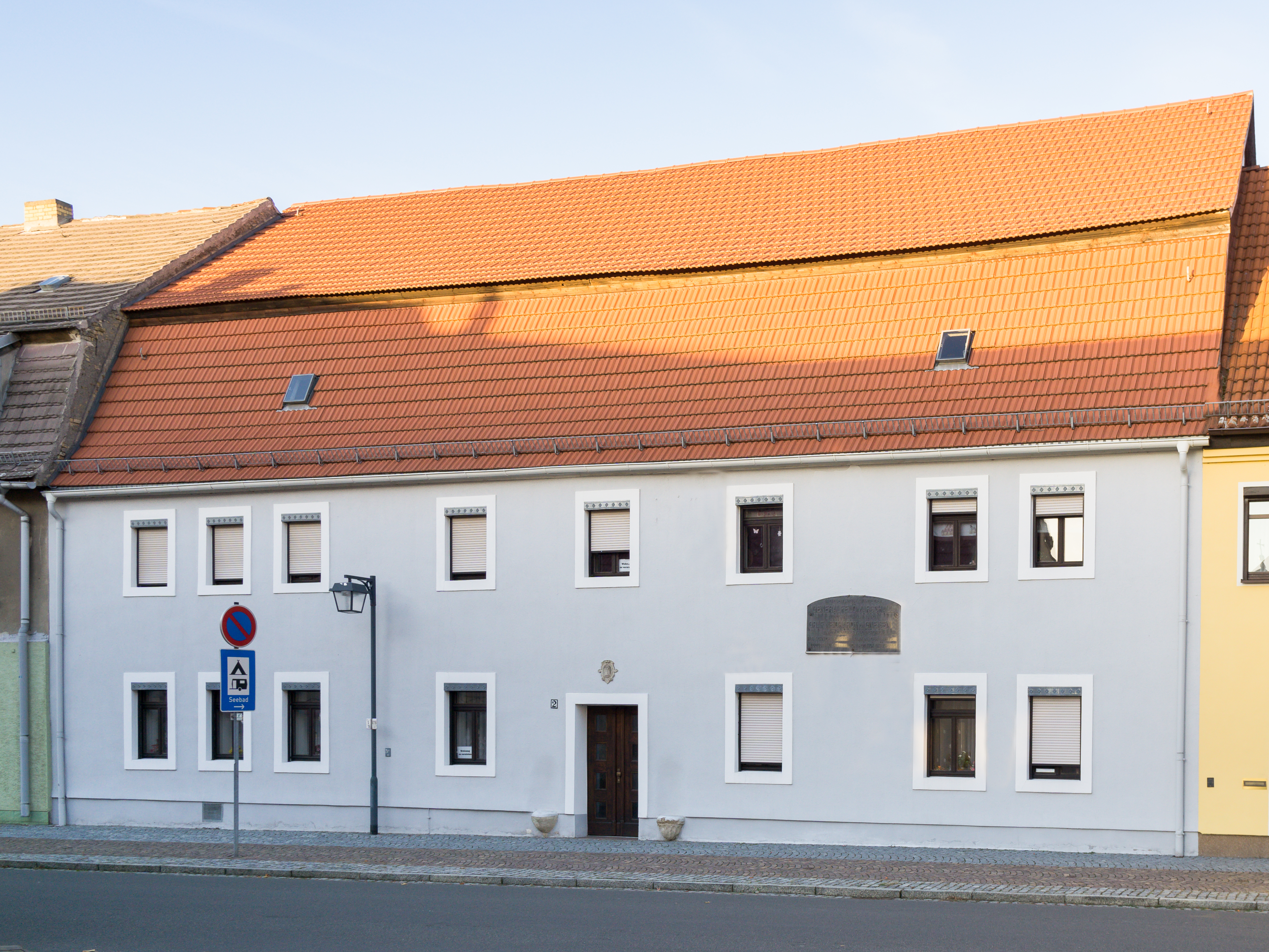
Gneisenau-Geburtshaus in Schildau

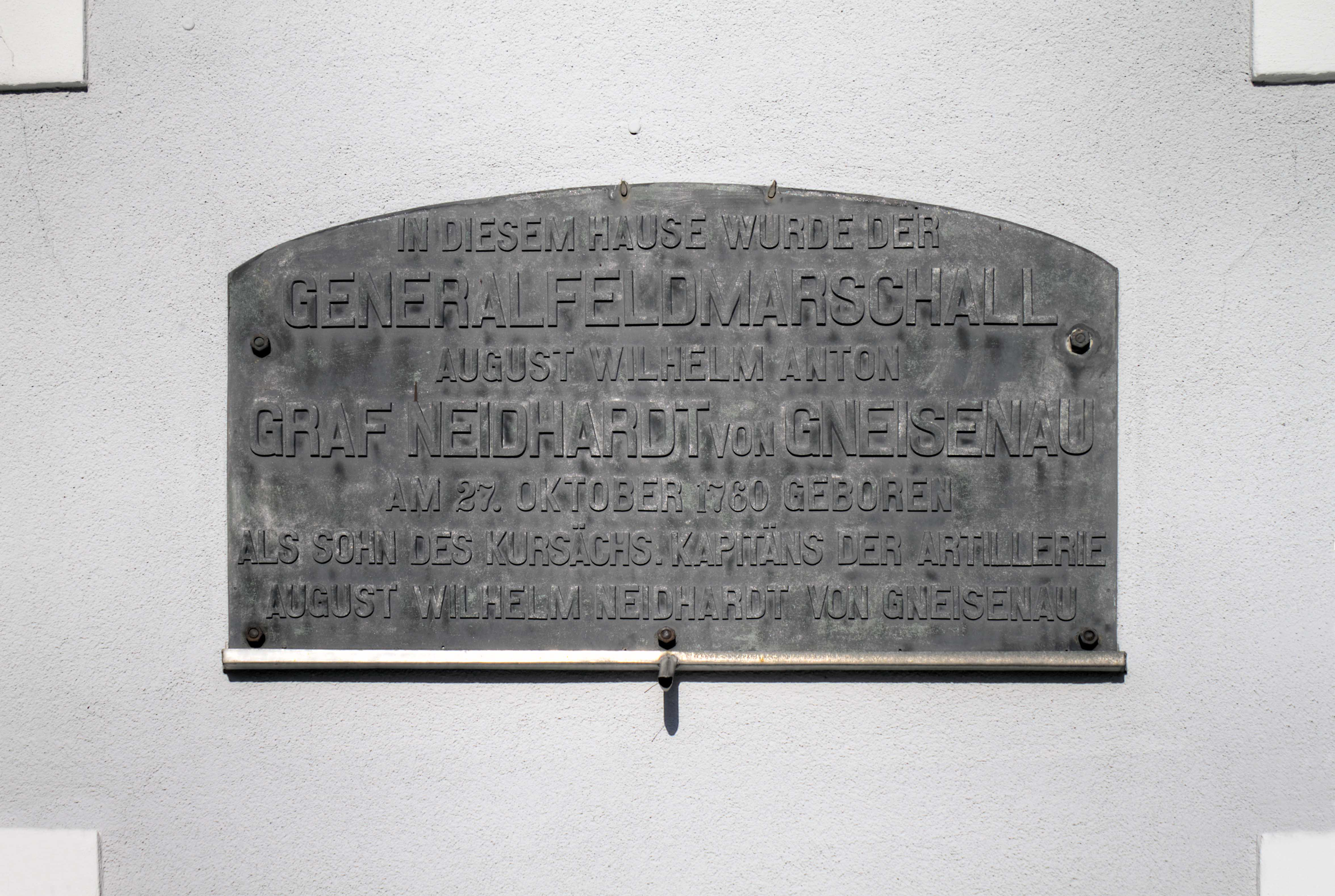
Gedenktafel am Geburtshaus

August Wilhelm Antonius Neithardt wurde am 27. Oktober 1760 in Schildau geboren, das damals zum Kurfürstentum Sachsen gehörte. Er war das einzige Kind seiner Eltern, die sich erst ein Jahr vor seiner Geburt kennengelernt hatten. Sein Vater war der sächsische Artillerieleutnant und Baumeister August Wilhelm Neithardt (* 24. Januar 1734 in Reick, † 6. Juni 1802 in Oppeln), der im Siebenjährigen Krieg im Reichs-Reserve-Artilleriepark des Obersächsischen Kreises der Reichsarmee diente. 1759/60 bezog er mit seiner Einheit ein Winterquartier in Würzburg. Dort lernte er Maria Eva Dorothea Müller (* 8. November 1738 in Würzburg, † 22. Oktober 1761 in Fürth) kennen und heiratete sie wenig später. Sie war die älteste Tochter von Michael Anton Müller (* 1700; † 1781 in Würzburg), einem Ingenieuroberst der Fürstbischöflich-würzburgischen Armee. 
August Neithardt senior nahm später den Beinamen „von Gneisenau“ an, der von Schloss Gneisenau, einem früheren Besitztum seiner Familie in Oberösterreich, herrührte. Was die weitere Namensführung betraf, so wurde der spätere Feldmarschall 1777 bei seiner Immatrikulation an der Universität Erfurt im Register als „Antonius Neithardt, Torgaviensis Stud. phil.“ aufgeführt. Dagegen nannte ihn die brandenburg-ansbachische Rangliste von 1783 „Neithardt von Gneisenau“, und diesen Doppelnamen behielt er auch im preußischen Dienst, wobei später das „t“ in ein „d“ umgewandelt wurde.

### Frühe Kindheit in Schildau (1760–1769)
Als im Frühjahr 1760 die Kriegshandlungen wieder aufgenommen wurden, folgte Maria Neithardt wie damals üblich ihrem Ehemann im Tross. Im Oktober 1760 lagen sich die feindlichen Armeen im Raum Torgau gegenüber; die hochschwangere Maria Neidhardt war im nahen Schildau einquartiert. Dort brachte sie am 27. Oktober im Gasthof „Zur Weintraube“ ihren Sohn August zur Welt und ließ ihn noch am selben Abend protestantisch taufen. Bereits fünf Tage später flüchtete der Tross jedoch aus Schildau, weil der Preußenkönig (aufgrund einer Falschmeldung) hier die österreichische Hauptarmee vermutete und demzufolge mit seinen Truppen auf die Stadt zumarschierte. Tatsächlich fand die Schlacht dann zwei Tage später auf den Süptitzer Höhen bei Torgau statt. Obwohl noch Wöchnerin, schloss sich auch Maria Neithardt mit ihrem Säugling der Flucht an. Bei der nächtlichen Fahrt im offenen Bauernwagen glitt das Kind der erschöpften Mutter jedoch bereits am Ortsausgang von Schildau unbemerkt aus den Armen. Erstaunlicherweise wurde es nicht von einem der nachfolgenden Wagen überfahren; stattdessen fand es im Morgengrauen ein Grenadier, der es zurück nach Schildau brachte und dort vergeblich nach seiner Mutter suchte. In der Folgezeit wurde das Findelkind von einer Amme versorgt. Maria Neithardt überlebte die Strapazen der Reise und den Kummer über den Verlust ihres Kindes nicht lange und starb knapp ein Jahr später in Fürth.
Seine frühe Kindheit verbrachte August Neithardt in äußerster Armut in Schildau bei Pflegeeltern, die von seinem Vater ein geringes Pflegegeld erhielten. Gneisenau selbst befand später über seine Kindheit: „Ich würde, hätte jener Grenadier mich nicht aufgehoben, unfehlbar in der Finsternis vom nächsten Wagen totgefahren sein [...] Ich bin ein Findling im Kriege gewesen, die Torgauer Schlacht stand mir Pate, meine arme junge Mutter starb, und mein Vater hat sich im ganzen Leben nur dreimal um mich gekümmert. Es war nie zu meinem Besten“. Augusts Kindheit war überaus hart und teilweise von Misshandlungen überschattet. Als er etwas größer geworden war, musste er seine schulfreie Zeit mit Gänsehüten verbringen. Als er schließlich neun Jahre alt war, gelang es einem Schneider aus Schildau, Augusts Großvater in Würzburg ausfindig zu machen und ihn auf die missliche Lage seines Enkels hinzuweisen.

### Würzburg und Erfurt (1769–1782)
Als August Neithardts Großvater Andreas Müller von seinem Enkel erfuhr, handelte er umgehend und ließ ihn zu sich nach Würzburg holen. Dort im Milieu des Bildungsbürgertums genoss er ein reichhaltiges klassisches Bildungsangebot, erlernte gründlich Latein und Französisch und erwarb Grundkenntnisse des Englischen und Italienischen; großen Einfluss übte dabei seine Tante Margarethe Müller (später verh. von Storr) auf ihn aus. August Neidhardts besondere Interessen galten der Geschichte, speziell des klassischen Altertums, und der Musik. Andreas Müller bemühte sich auch, ihm den katholischen Glauben nahezubringen, und ließ ihn deshalb die Jesuitenschule besuchen; allerdings blieb August Neidhardt zeitlebens, wie er selbst bekundete, Protestant und ließ auch seine eigenen Kinder später in diesem Sinne erziehen.
Neithardts Vater war im Gefolge des Friedens von Hubertusburg aus dem Militärdienst ausgeschieden und hatte danach zunächst ein unstetes Leben geführt. Im Jahre 1772 ließ er sich jedoch in Erfurt nieder und bekam dort 1773 eine Anstellung als kurmainzischer Bauinspektor; 1777 wurde er zum Baudirektor für „Stadt und Land Erfurt und das Eichsfeld“ ernannt; in der Zwischenzeit hatte er erneut geheiratet und ein Haus erworben. Aus dieser zweiten Ehe seines Vaters bekam August Neithardt drei Halbbrüder und zwei Halbschwestern. Nachdem August Neithardt senior in Erfurt sesshaft geworden war, ließ er seinen Sohn ebenfalls nach Erfurt holen und von 1773 bis 1777 das katholische Gymnasium besuchen. Am 1. Oktober 1777 immatrikulierte sich August Neithardt an der Universität Erfurt für die Fächer Militärische Mathematik, Artilleriewesen, Befestigungskunst und Kartografie. Durch seinen lockeren Lebenswandel vertändelte der 18-Jährige das großväterliche Erbe und musste deshalb 1778 sein Studium abbrechen. Er trat dann in das in Erfurt in Garnison liegende österreichische Husaren-Regiment „Graf Wurmser“ ein und zog als Gemeiner in den Bayerischen Erbfolgekrieg. Nach dem Frieden von Teschen (Cieszyn) im Jahr 1779 trat Neithardt in den Dienst des Markgrafen Karl Alexander von Brandenburg-Ansbach. In der Rangliste des dortigen Jägerbataillons ist Gneisenau erstmals mit dem Namen verzeichnet, den inzwischen auch sein Vater angenommen hatte: Neithardt von Gneisenau.

### Teilnahme am Amerikanischen Unabhängigkeitskrieg (1782/83)
Der – wie andere deutsche Fürsten auch – an Geldmangel leidende Markgraf Karl Alexander vermietete während des Amerikanischen Unabhängigkeitskrieges Truppen an Großbritannien. Gneisenau meldete sich zum Einsatz in Nordamerika, wurde zum Leutnant ernannt und 1782 über den Hafen Marktsteft nach Amerika verschifft. Da der Krieg fast vorüber war, verbrachte Gneisenau seine Zeit meist in der Garnison von Québec. Bereits Ende 1783 kehrte er in die Garnison Bayreuth zurück und wechselte zur Infanterie.

### Aufstieg in der Preußischen Armee (1783–1806)

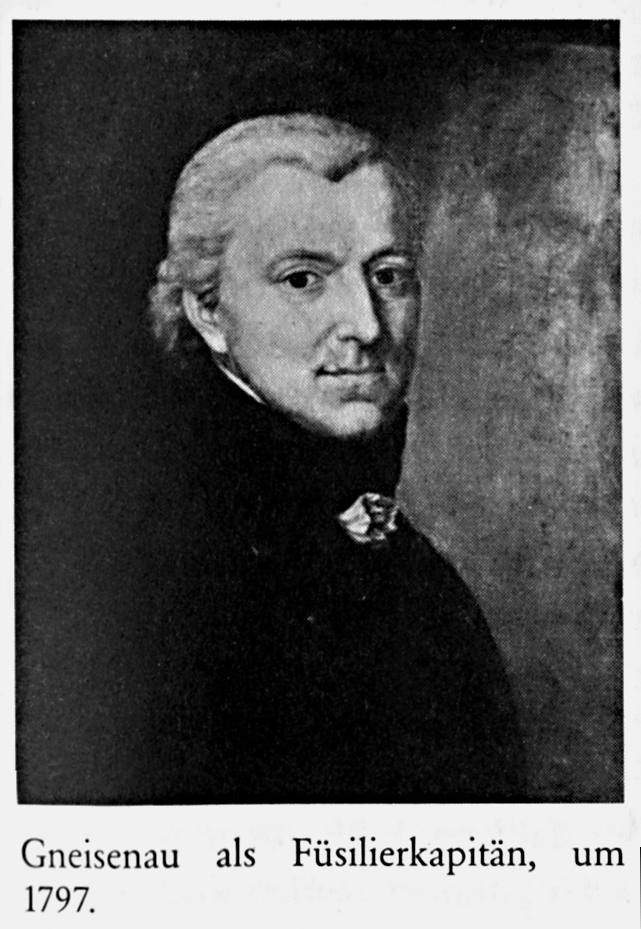
Die Narbe auf der rechten Wange stammt von einem Reitunfall als Knabe.

Unter anderem wegen des eintönigen Dienstes verließ er die Dienste des Markgrafen von Ansbach-Bayreuth und bewarb sich 1785 beim preußischen Heer. Vor seiner eigentlichen Anstellung hospitierte Gneisenau mit Genehmigung Friedrichs des Großen als Sekondeleutnant im Potsdamer Generalquartiermeisterstab. Als jüngster Premierleutnant wurde er 1786 zum leichten Infanterie-Regiment Chaumontet in die Garnison Löwenberg (Lwowek) versetzt. Er ergänzte in seiner Garnisonszeit seine Englisch- und Französischkenntnisse und erlernte zusätzlich auch die polnische Sprache. Außerdem studierte er Geschichte, Literatur und Kriegswissenschaften. Am 17. März 1788 wurde er in die Freimaurerloge „Zu den drei Felsen“ der Großloge „Große National-Mutterloge Zu Den Drei Weltkugeln“ in Schmiedeberg im Riesengebirge aufgenommen.
1790 erfolgte die Beförderung zum Stabskapitän. Von 1792 bis 1795 war Gneisenau mit seinem Bataillon bei der zweiten Polnischen Teilung zusammen mit russischen Truppen eingesetzt. Im Jahr 1795 wurde Gneisenau zum Hauptmann befördert und als Kompaniechef nach Jauer (Jawor) versetzt. Er heiratete 1796 die vermögende Karoline von Kottwitz, mit der er in den Folgejahren vier Töchter und drei Söhne bekam. Nachdem seine Frau 1803 das Gut Mittel-Kauffung erworben hatte, studierte Gneisenau landwirtschaftliche Schriften, entwarf Pläne zur Melioration und richtete eine Kartoffelbrennerei ein. Nebenher beschäftigte er sich weiter intensiv mit Studien zum Truppendienst, zur Infanterie, Kavallerie, Artillerie, Ingenieurkunde, Taktik und Militärgeografie.

### Heeresreformer während der napoleonischen Herrschaft (1806–1812)
Am 10. Oktober 1806 nahm Gneisenau unter dem Befehl des Prinzen Louis Ferdinand von Preußen beim Gefecht bei Saalfeld erstmals an Kampfhandlungen gegen die Truppen Napoleons teil und wurde verwundet. Trotzdem kämpfte er in der Doppelschlacht bei Jena und Auerstedt am 14. Oktober 1806 im Gefolge des preußischen Generals Ernst von Rüchel. Nach der Niederlage der preußischen Truppen entkam Gneisenau zum Sammelpunkt der geschlagenen preußischen Armee nach Graudenz. Er wurde am 17. Dezember 1806 zum Major befördert und mit seinem Bataillon an die russische Grenze in (Preußisch-)Litauen verlegt. In Denkschriften analysierte Gneisenau die Fehler der Preußen in den Schlachten bei Jena und Auerstedt und forderte eine Reform der Taktik. Vom König Friedrich Wilhelm III. von Preußen wurde Gneisenau auf Empfehlung des Generals Ernst von Rüchel, inzwischen Generalgouverneur der Provinz Preußen, als neuer Kommandant in die belagerte pommersche Festung Kolberg entsandt, wo er am 29. April 1807 auf dem Seeweg über die Ostsee eintraf. Gneisenau organisierte die erfolgreiche Verteidigung der Festung auch durch die Einbeziehung patriotischer Bürger um den Bürgerrepräsentanten Joachim Nettelbeck. Der Waffenstillstand zwischen Preußen und Frankreich beendete den Kampf um Kolberg am 2. Juli 1807. Gneisenau war bereits am 13. Juni 1807 zum Oberstleutnant befördert worden und wurde auf Wunsch Scharnhorsts in die Militär-Reorganisationskommission berufen.
Zwischen 1807 und 1810 hielt sich Gneisenau meist in Memel und Königsberg auf. Unter anderem arbeitete er mit General Graf Yorck das neue Exerzier-Reglement für die Infanterie (1812) aus. Mit weiteren Offizieren war er mit der Aufklärung der Vorgänge betraut, die zur Kapitulation der Festungen Erfurt, Magdeburg, Nienburg und Neiße sowie des Hohenloheschen Korps bei Prenzlau und zu den Niederlagen bei der Schlacht bei Jena und Auerstedt und dem Gefecht bei Halle geführt hatten. Im Sommer 1808 forderte er in einer Denkschrift an den König die Volksbewaffnung, die Züge der Guerillataktik erkennen ließ, und verfasste wenig später die „Konstitution für die allgemeine Waffenerhebung des nördlichen Deutschlands gegen Frankreich“. Im Mai 1808 wurde Gneisenau zum Inspekteur der Festungen ernannt und im September 1808 auch zum Chef des Ingenieurkorps. Am 1. März 1809 wurde er als Mitglied des Artillerie- und Ingenieurdepartements ins preußische Kriegsministerium berufen. Im Mai 1809 griff Gneisenau seinen Gedanken der Volkserhebung wieder auf und regte die Aufstellung einer „Preußischen Legion“ an der Seite der Österreicher an.
Im Mai 1809 wurde Gneisenau zum Oberst befördert und quittierte im Juli 1809 seinen Dienst „für die Dauer des Friedens“, nachdem er und andere Reformer von reaktionären Kräften am Hof verleumdet und des Verrats beschuldigt worden waren. In inoffiziellem Auftrag reiste Gneisenau im August 1809 nach Großbritannien, um die Möglichkeiten britischer Hilfe im Kampf gegen Napoleon zu sondieren. In Kenntnis seiner militärischen Fähigkeiten boten ihm lediglich Friedrich Wilhelm, der Herzog von Braunschweig, das Kommando über sein Freikorps, die Schwarze Schar, und die Briten den Eintritt in ihre Deutsche Legion („King’s German Legion“) an. Enttäuscht kehrte Gneisenau im Dezember 1810 nach Berlin zurück. Zum Schutz vor französischen Spitzeln brachte ihn Clausewitz bei einem Tischler in Pankow (heute Berlin) unter. Danach begab sich Gneisenau auf sein Gut in Schlesien, hielt aber weiter engen Kontakt zu den anderen Reformern (Scharnhorst, Boyen und Blücher).
Im März 1811 wurde er vom Staatskanzler Hardenberg auf dessen Gut Tempelberg bei Fürstenwalde gerufen, um die neue Situation aufgrund der sich verschärfenden Zuspitzung der russisch-französischen Beziehungen zu erörtern. Im gleichen Jahr bereiteten Scharnhorst, Boyen, Clausewitz und Gneisenau eine Volkserhebung vor, deren Plan Gneisenau verfasste und Hardenberg am 8. August 1811 dem König übergab. Dieser Plan wurde jedoch vom König abgelehnt. Gneisenau arbeitete aber weiter an den Planungen für den Aufstand. Nach dem Vertrag vom 24. Februar 1812, in dem sich Preußen zur Aufstellung eines Hilfskorps für den Krieg der Franzosen gegen Russland verpflichtete, reichte Gneisenau seine Entlassung aus dem Staatsdienst ein und reiste auf Umwegen ein weiteres Mal nach Großbritannien. Erneut wollte er die Möglichkeiten einer britischen Unterstützung in Erfahrung bringen. Die Reise führt ihn über Wien nach Wilna zu Zar Alexander I., für den er eine Analyse der russischen Streitkräfte ausarbeitete. Über Stockholm kam Gneisenau – wieder ohne offiziellen Auftrag – nach London. Er führte Gespräche mit der Regierung, ohne allerdings konkrete Zusagen zu erhalten. Über Kolberg reiste Gneisenau dann an den preußischen Königshof in Breslau, wo er am 11. März 1813 eintraf.

### Wirken in den Befreiungskriegen (1812–1815)

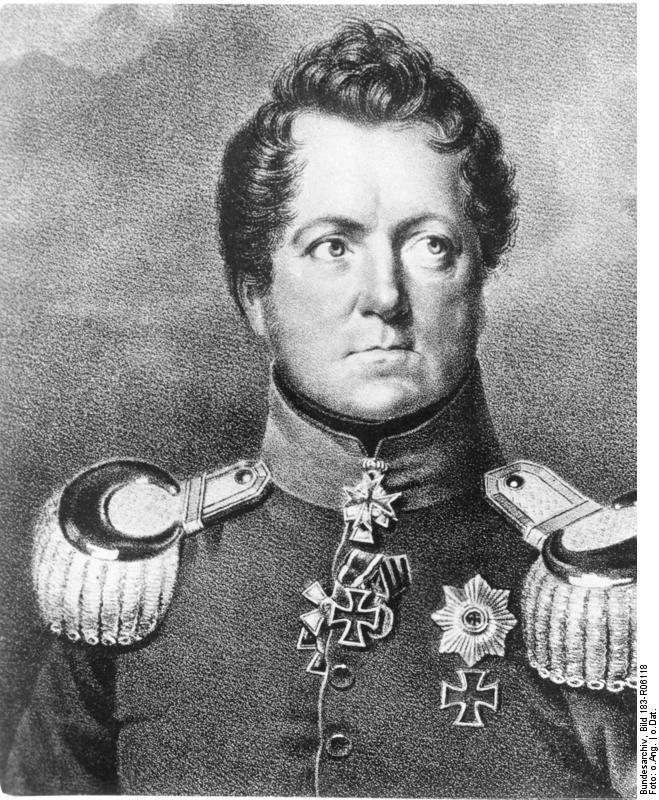
August Neidhardt von Gneisenau, Zeichnung

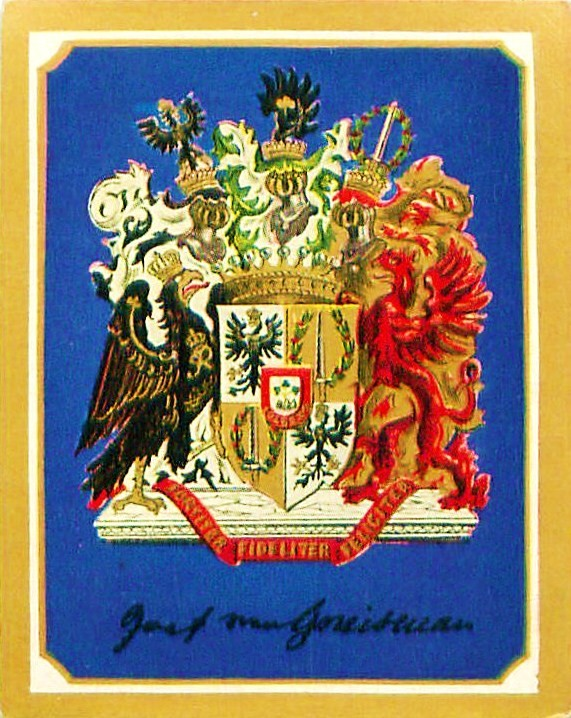
Das 1814 zur Erhebung in den Grafenstand verliehene Wappen

Nach der französischen Niederlage im Russlandfeldzug von 1812/13 konnten sich die Reformer in Preußen endlich durchsetzen, und am 16. März 1813 erklärte König Friedrich Wilhelm III. von Preußen dem napoleonischen Frankreich den Krieg. Gneisenau wurde im selben Monat als Generalmajor wieder in das preußische Heer eingestellt und als Zweiter Generalquartiermeister zur Armee Blüchers versetzt, in der auch sein Sohn August bei der Kavallerie diente. Beim Einrücken in den Rheinbundstaat Sachsen verfasste Gneisenau einen Aufruf zum gemeinsamen Widerstand. In Dresden, das von den Franzosen geräumt worden war, ordnete Gneisenau die Schaffung von Flussübergängen an, da die Elbbrücken von den Franzosen gesprengt worden waren. In der Schlacht bei Großgörschen am 2. Mai 1813 befehligte Gneisenau die Kavallerie des linken Flügels. Da der Erste Generalquartiermeister der Blücher-Armee, Scharnhorst, in dieser Schlacht verwundet wurde, übernahm Gneisenau in der Folge dessen Aufgaben. In der Schlacht bei Bautzen unterlagen die vereinten preußisch-russischen Truppen erneut, während das Reitergefecht bei Haynau (Chojnow) gewonnen wurde.
Die Zeit des Waffenstillstands vom 4. Juni bis August 1813 nutzte Gneisenau zur weiteren Ausbildung und Ausrüstung der preußischen Truppen, insbesondere der Schlesischen Armee Blüchers. Gleichzeitig führte er – in der Nachfolge des erkrankten Friedrich Wilhelm von Götzen d. J. – auch die Geschäfte des Generalgouvernements Schlesien. Er ließ auch die schlesischen Festungen ausbauen und weiter aufrüsten. Mitte August hatte die Schlesische Armee eine Stärke von 105.000 Mann und bestand aus zwei russischen und einem preußischen Korps. Nach den Gefechten bei Löwenberg, Bunzlau und Goldberg zwischen dem 21. und dem 23. August 1813 musste sich die schlesische Armee allerdings zurückziehen. Aber in der Schlacht an der Katzbach am 26. August errangen die Verbündeten den Sieg.
Bis Ende September 1813 kämpfte die von Blücher und Gneisenau geführte Schlesische Armee in Schlesien und drang dann ab 26. September 1813 über Bautzen nach Norden vor. Am 5. Oktober 1813 stand die Armee östlich von Bitterfeld. Auch die anderen beiden verbündeten Heere, die Nordarmee unter dem schwedischen Kronprinzen Bernadotte und die Böhmische Armee unter dem österreichischen Fürsten Karl Philipp zu Schwarzenberg, konzentrierten ihre Kräfte im mitteldeutschen Raum bei Leipzig, wo es am 18. Oktober 1813 zur entscheidenden Völkerschlacht bei Leipzig kam, die mit dem Sieg der Verbündeten endete. Blücher und Gneisenau zogen mit ihren Truppen als erste in die Stadt ein. Beide wurden auf dem Marktplatz von Zar Alexander I. von Russland, von Kaiser Franz von Österreich, von König Friedrich Wilhelm III. von Preußen und von Fürst Schwarzenberg belobigt. Gneisenau vermisste allerdings schmerzlich ein persönliches Wort der Anerkennung durch den preußischen König. Am 18. Dezember 1813 wurde Gneisenau zum Generalleutnant befördert. Sein Feldzugsplan zum direkten Marsch der verbündeten Armeen wurde allerdings aus politischen Gründen anfangs verworfen. Erst am Jahresende 1813 gelang es Gneisenau, seinen Plan durchzusetzen. Die Schlesische Armee überschritt am 1. Januar 1814 bei Kaub den Rhein und marschierte westwärts Richtung Frankreich. In seinen Briefen warnte Gneisenau vor Verhandlungen mit Napoleon über einen Friedensabschluss, die bis Februar 1814 geführt wurden. Am 31. März 1814 endete der Feldzug mit der Kapitulation von Paris. Napoleon, dessen zivile und militärische Anhänger sich daraufhin den Bourbonen zugewandt hatten, musste abdanken und Frankreich verlassen. Der König erhob Gneisenau wegen seiner Verdienste in den Grafenstand und am 3. August 1814 ernannte ihn die Berliner Universität gemeinsam mit Hardenberg, Blücher, Yorck, Kleist, Bülow und Tauentzien zum Dr. phil. h. c. Über seine Erlebnisse im Freiheitskrieg berichtete Gneisenau unter anderem in zahlreichen Briefen an den inzwischen entlassenen General Ernst von Rüchel, seinen alten Gönner.
Nach Napoleons Rückkehr 1815 blieb Gneisenau weiterhin Chef des Stabes von Blüchers Armee. Ein eigenes Kommando blieb ihm somit versagt, eine Entscheidung, die auf das andauernde Misstrauen des Hofes gegen ihn als „Jakobiner“ (mit seinen vormaligen Volksbewaffnungsplänen) zurückging und ihn tief kränkte. Trotzdem erfüllte er seine Aufgaben mit Tatkraft und Energie. Er bemühte sich um Waffen und Geld für die Armee aus Großbritannien, um die Versorgung der Truppe mit Verpflegung und Bekleidung zu gewährleisten, und plante mit Blücher den Feldzug. Die geplante Vereinigung der britisch-niederländischen Armee unter Wellington mit der preußischen Armee unter Blücher scheiterte, als Napoleon die Preußen bei Ligny angriff und schlug. Die Schlacht der Franzosen gegen die Briten bei Quatre-Bras endete unentschieden. Blücher war bei einem von ihm geführten Angriff vorübergehend vermisst; die Verantwortung für die Armee ging auf Gneisenau über. So fasste er allein den Plan, unter Aufgabe der Versorgungslinien nicht nach Osten, sondern nach Norden zu marschieren, um so doch noch eine Vereinigung mit den Truppen Wellingtons zu erreichen. Diese Entscheidung dürfte dadurch erleichtert worden sein, dass der Rückzug nach Osten durch das anmarschierende IV. Armee-Korps unter Bülow unmöglich wurde. Wellington stellte sich Napoleon am 18. Juni 1815 bei Belle-Alliance in Belgien zur Schlacht von Waterloo. Erst als am späten Nachmittag die preußischen Truppen das Schlachtfeld erreichten, fiel die Entscheidung zugunsten der Verbündeten. Napoleon wurde vernichtend geschlagen und später auf Beschluss der Alliierten nach St. Helena verbannt. Die preußischen Truppen erbeuteten zahlreiche Gegenstände aus Napoleons Besitz. Gneisenau behielt das kaiserliche Siegel und wurde im Juli 1815 zum General der Infanterie befördert. Der bayerische König Maximilian I. Joseph zeichnete ihn mit dem Großkreuz des Militär-Max-Joseph-Ordens aus.

### Verlust des Einflusses, Alter und Tod (1815–1831)

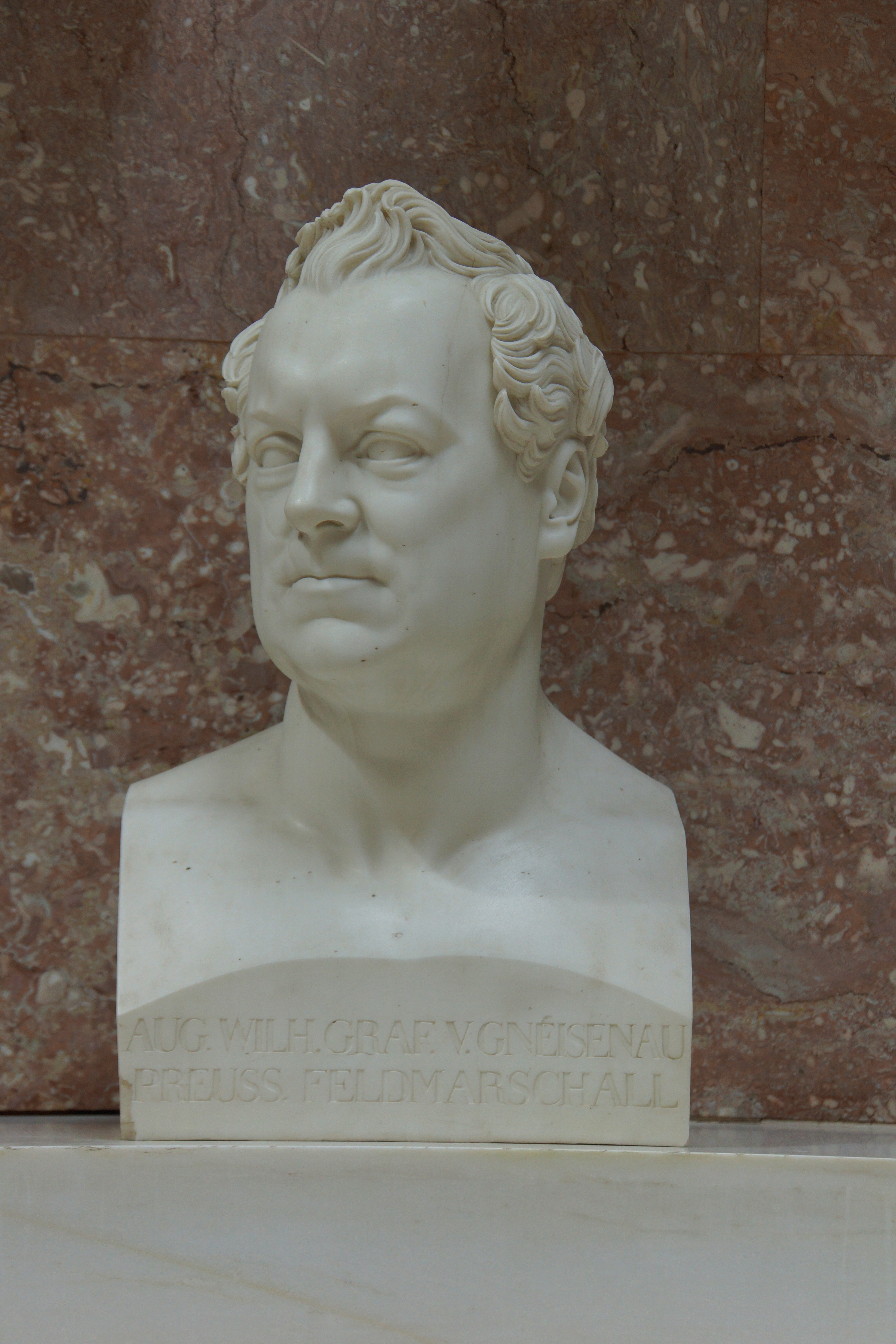
Gneisenau-Büste (1842) von Christian Friedrich Tieck in der Walhalla

Nach dem Krieg zog sich der an Gicht erkrankte Gneisenau zunächst auf sein verschuldetes Gut zurück. Aber bereits im Oktober 1815 übernahm er das Generalkommando am Rhein. Gneisenau hielt Verbindung zu fortschrittlichen Intellektuellen in Berlin und wurde – als „Jakobiner“ – verstärkt und dauerhaft zum Ziel von Angriffen konservativer Kreise am Königshof. Daraufhin reichte er im April 1816 seinen Abschied ein. Der König lehnte ab und gewährte stattdessen einen „Urlaub auf unbestimmte Zeit“. Als Gneisenau Wochen später zurückkehrte, war seine Dienststellung schon mit einem anderen besetzt. Gneisenau wurde vom König in den Preußischen Staatsrat berufen, aber erst Hardenberg gelang es, Gneisenau zur Annahme der Berufung zu überreden. Er erhielt den Vorsitz in den Abteilungen „Äußere Angelegenheiten“ und „Militärangelegenheiten“. Im Jahr 1818 wurde Gneisenau vom König zum (nur der Repräsentation dienenden) Gouverneur von Berlin ernannt. 1819 wurde die Eigenständigkeit der Landwehr abgeschafft, ohne dass man Gneisenau als Vorsitzenden der Abteilung für Militärangelegenheiten konsultierte. Er wurde zum Präses der Ober-Militär-Examinationskommission ernannt, die die wissenschaftliche Eignungsprüfung der Offiziere abhielt, und war dort mit reiner Verwaltungsarbeit beschäftigt. Jeder Einfluss auf Entscheidungen war ihm damit entzogen; seine Gegner hatten ihn kaltgestellt. Auf Gneisenaus eigene Empfehlung wurde die Position des Gouverneurs von Berlin 1820 zur Entlastung der Staatskasse gestrichen, Titel und Berliner Dienstwohnung blieben ihm jedoch erhalten. Er pendelte zwischen Berlin und seinem Schloss und Gut Erdmannsdorf bei Hirschberg, das er gegen sein Gut Mittel-Kauffung eingetauscht hatte. Gneisenau engagierte sich für die Künste, befürwortete die Wiederherstellung des alten Schlossgartens in Berlin und sorgte unter anderem mit Schinkel, Christian Daniel Rauch und Carl von Clausewitz dafür, dass Scharnhorst ein würdiges Grabmal erhielt, das noch heute auf dem Invalidenfriedhof in Berlin zu sehen ist.
Im Jahr 1822 starb die Tochter Agnes, verheiratet mit Scharnhorsts Sohn Wilhelm, bei der Geburt ihres dritten Kindes. Gneisenau kümmerte sich nun um seine Enkel, da sich sein Schwiegersohn im Ausland aufhielt.
Am 18. Juni 1825 fand bei den Feierlichkeiten zum 10. Jahrestag der Schlacht bei Waterloo die Ernennung Gneisenaus zum Generalfeldmarschall statt. Als königliche Schenkung erhielt er das Gut Sommerschenburg in der preußischen Provinz Sachsen. Er wurde auch weiterhin revolutionärer Ideen verdächtigt, obwohl er längst konservative Ansichten hatte; so wurde sein Briefwechsel kontrolliert.
Als sich die Kämpfe des 1830 ausgebrochenen Novemberaufstands in Russisch-Polen im März 1831 einer Entscheidung näherten, ernannte Friedrich Wilhelm III. Gneisenau zum Oberkommandierenden der Truppen in den vier Ostprovinzen Preußens, nämlich des I. (preußischen), II. (pommerschen), V. (Posener) und VI. (schlesischen) Armee-Korps, und stattete ihn mit besonderen Vollmachten aus. Sein Chef des Stabes war Clausewitz. Zar Nikolaus I. von Russland wünschte jedoch, die aufständischen Polen allein niederzuwerfen. Die preußischen Truppen verhielten sich entlang der Grenze neutral, wobei sie einen Kordon gegen die aus Russisch-Polen herandringende Cholera-Epidemie bildeten. Dennoch fiel Neidhardt von Gneisenau am 23. August 1831 in Posen der Cholera zum Opfer, nachdem er noch am 1. Mai an Wilhelm von Scharnhorst geschrieben hatte: „Ich meinerseits halte die Cholera weder für so ansteckend noch für so gefährlich.“

### Nachkommen
Gneisenaus Söhne August, Hugo und Bruno schlugen eine militärische Laufbahn ein. Die Tochter Agnes (1800–1822), heiratete Wilhelm von Scharnhorst, die Tochter Hedwig (1805–1890) 1828 den Grafen Friedrich von Brühl, die Tochter Emilie Graf Karl Friedrich Anton von Hohenthal auf Schloss Püchau. Die Tochter Ottilie blieb ledig.
Zu Gneisenaus Nachfahren gehörten die NS-Widerstandskämpfer Claus und Berthold Schenk Graf von Stauffenberg, Nikolaus Graf von Üxküll-Gyllenband und Cäsar von Hofacker. Die Hitler-Attentäter Berthold und Claus Schenk Graf von Stauffenberg sowie ihr Cousin und Mitverschwörer Caesar von Hofacker waren Ururenkel Gneisenaus aus der Familie seiner Tochter Emilie. Bertholds nicht am Attentat beteiligter Zwillingsbruder Alexander Schenk Graf von Stauffenberg war ein bedeutender Althistoriker.

## Gedenken

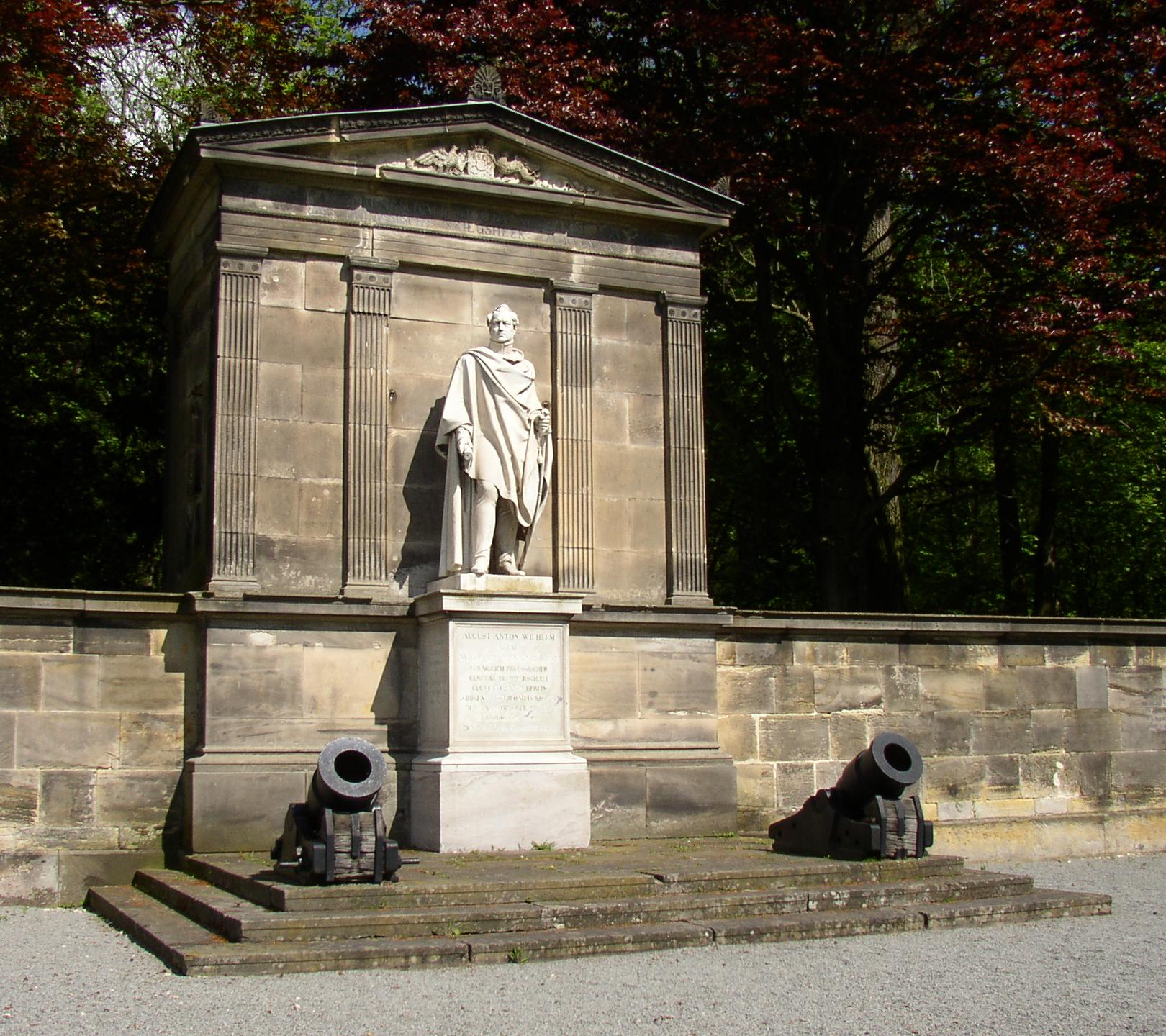
Gneisenau-Mausoleum von Karl Friedrich Schinkel in Sommerschenburg

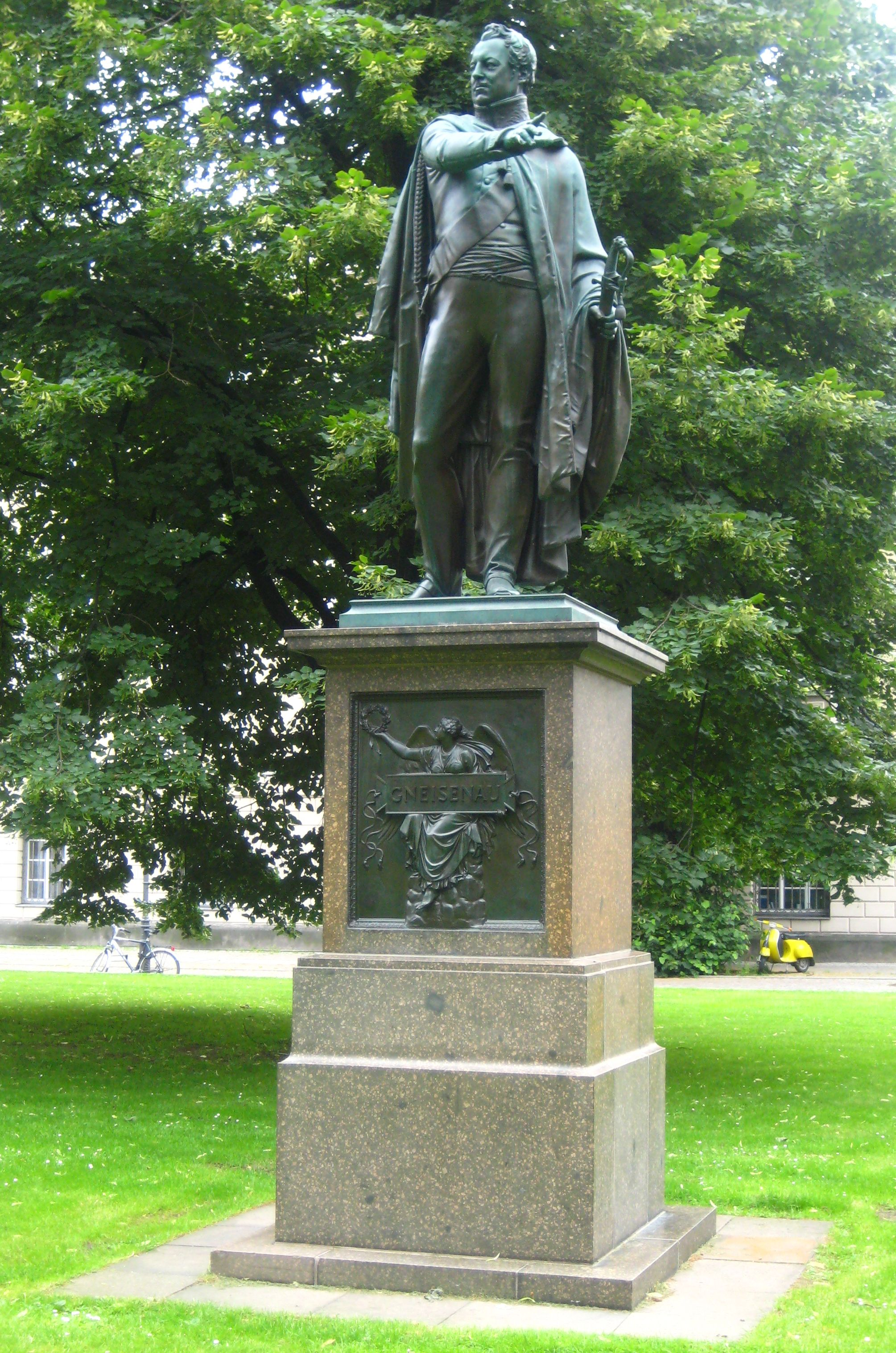
Gneisenau-Denkmal von Christian Daniel Rauch (1855), Berlin

### Mausoleum in Sommerschenburg
Die sterblichen Überreste des Generalfeldmarschalls Graf Neidhardt von Gneisenau wurden zunächst auf einer Bastion der Festung Posen aufgebahrt. Nach Abklingen der Cholera wurden sie in die Kirche von Wormsdorf (Landkreis Börde) überführt und fanden ihre letzte Ruhe 1841 in Sommerschenburg.
Nach dem Willen des Königs sollte dem verdienten Freiheitskämpfer und Soldaten ein würdiges Grabmal mit einer Marmorstatue errichtet werden. Dem bekannten Architekten Karl Friedrich Schinkel wurden die Planung und Errichtung des Mausoleums übertragen, während der Bildhauer Christian Daniel Rauch – der seine Ausbildung, darunter mehrere Jahre in Italien, der Königin Luise verdankte – mit der Ausführung des Denkmals beauftragt wurde. Jedoch verzögerte sich dessen Herstellung, da das Schiff, das den dafür vorgesehenen Marmorblock aus Carrara in Italien beförderte, in einem Sturm in der Biskaya unterging. Weitere Jahre vergingen, bis ein neuer Block in Auftrag gegeben, in Marmorbrüchen von Carrara ausgewählt, herausgebrochen und auf die Reise geschickt werden konnte. Als König Friedrich Wilhelm III. am 7. Juni 1840 starb, trat eine erneute Verzögerung ein. Im Frühjahr 1841 war endlich alles so weit, dass das Denkmal errichtet und der Sarg nach Sommerschenburg überführt werden konnten.
Der neue König von Preußen, Friedrich Wilhelm IV., der den Generalfeldmarschall sehr verehrt hatte, sah es als eine seiner ersten Regierungsmaßnahmen an, die lange verzögerte öffentliche Ehrung nun endlich durchzuführen. Am 18. Juni 1841 – 26 Jahre nach Waterloo – fand die Einweihung des Mausoleums in Gegenwart des Königs sowie des königlichen Hauses und Hofes statt. Generale aller Waffengattungen, Vertreter der Behörden und der Geistlichkeit waren als Ehrengäste geladen. Auch die Bevölkerung durfte an der Feier teilnehmen.
Das Grabdenkmal war eine Stiftung des Königs und des preußischen Offizierskorps. Mit einer namhaften Stiftung hatte auch ein Freund Gneisenaus aus der Kolberger Zeit, der Generalkonsul des Britischen Empires in Danzig, Alexander Gibsone, zu dem Bauwerk beigetragen.
Im Einvernehmen mit der Familie Neidhardt von Gneisenau wurde auf Gibsones Wunsch ein Denkmal-Wächterhaus im schweizerischen Stil erbaut, das „für alle Zeiten von einem verdienten Kriegsveteranen zu bewachen und zu pflegen“ sei.

Die Inflation von 1923 verschlang jedoch das Stiftungskapital. Nach dem Tode des letzten Veteranen betraute Friedrich August Graf Neidhardt von Gneisenau – seit 1882 Besitzer von Sommerschenburg – einen Angestellten der Gutsverwaltung mit der nebenberuflichen Überwachung des Mausoleums. Der letzte Wächter war der Förster Tomaschewski; er wurde ein Opfer des Krieges.
Über der Gruft steht auf einer halbrund geführten Mauer aus Sandsteinquadern ein dorisches Tempelchen des Architekten Köppe aus Magdeburg, das den Hintergrund für das Standbild des Generalfeldmarschalls bildet. Im Inneren des Tempels führen Sandsteinstufen zur eigentlichen Gruft hinab, die aus einer tonnengewölbten Vorhalle besteht, hinter der der Bronzesarkophag des Feldherrn steht. Fußboden und Seitenwände der Vorhalle bestehen aus Marmorplatten, die an den Seiten mit Grabschriften der Familie Gneisenau beschriftet sind. Der Raum empfängt von der Decke her blaues Licht.

An der Wand über dem Sarkophag stand der Bibelspruch:
„Ich habe einen guten Kampf gekämpft,
ich habe den Lauf vollendet,
ich habe Glauben erhalten,
Hinfort wird mir beigelegt
die Krone der Gerechtigkeit.
2. Tim.4,7“
Dieser Spruch wurde von einer ewigen Lampe beleuchtet.
Das Marmorstandbild des Grafen steht vor der Tempelfassade auf einem hohen Marmorpostament. Es hat durch den drapierten Mantel ein antikes Gepräge, der Kopf ist unbedeckt, die Linke auf den Degen gestützt. In der rechten Hand hält er eine Rolle, der Blick ist nach Westen gewandt.

Zu beiden Seitens des Sockels stehen zwei preußische Mörser von 1838 aus der Geschützfabrik Berlin-Spandau; später wurden, als Geschenk Kaiser Wilhelms I., zwei französische Kanonen von 1870/71 hinzugefügt; im Zweiten Weltkrieg wurden sie jedoch zur Rohstoffgewinnung eingeschmolzen.

### Standbild in Berlin
1855 wurde in Berlin ein Gneisenau-Standbild an der Prachtstraße Unter den Linden zwischen dem Prinzessinnenpalais und dem Opernhaus errichtet, wo es mit den Standbildern für Bülow und Scharnhorst vor der Neuen Wache korrespondierte. Es war von Karl Friedrich Schinkel geplant, von Christian Daniel Rauch ausgeführt und von dem französischen Bronzegießer Claude François Lequine hergestellt worden. Die Plastik stellt den Feldmarschall in realistischer Uniform dar, den Kopf seinem Freund Blücher zugewandt, die linke Hand einen Säbel haltend, die rechte Hand vorwärtsweisend. Auf der Vorderseite stand die Inschrift „FRIEDRICH WILHELM IV / DEM FELDMARSCHALL / GRAFEN V. GNEISENAU / IM IAHRE MDCCCLV“; sie wurde 1951 zerstört und 1963 durch „GNEISENAU“ ersetzt. Das Standbild wurde zusammen mit den Standbildern für Yorck und Blücher 1951 entfernt und 1963 etwa 50 Meter weiter südlich auf den Bebelplatz versetzt. Über eine Wiederaufstellung am ursprünglichen Ort Unter den Linden wird immer wieder diskutiert.

### Weitere Denkmäler
- Das Roßgärter Tor in Königsberg trug sein Relief in gelbem Sandstein. Dort war in den Hufen seit 1911 eine Straße nach ihm benannt.[9]
- Aus Dankbarkeit und zur Erinnerung an die ruhmreiche Verteidigung der Stadt Kolberg gegen das überlegene französische Heer 1807 wurde vor dem Mariendom in Kolberg am 2. Juli 1903 ein Denkmal für Gneisenau und den Kapitän Joachim Nettelbeck enthüllt. Das Denkmal war ein Werk des Berliner Bildhauers Georg Meyer-Steglitz. Es wurde nach der Inbesitznahme Kolbergs durch Polen 1945 zerstört.
- Zur Platzanlage des Borussia-Nationaldenkmals von Peter Breuer in Memel gehörte eine Herme Gneisenaus. Nach der Inbesitznahme der Stadt durch Litauen 1923 wurde die Anlage zerstört.
- In Schildau (Kreis Torgau) stand eine Gneisenau-Büste auf dem Marktplatz. Die Büste ist verschollen. 1960 wurde in Schildau an derselben Stelle eine Büste des Heeresreformers vom Dresdner Bildhauer Walter Flemming mit vier Reliefmedaillons am Sockel aufgestellt.
- In Erfurt erinnert eine Gedenktafel am ehemaligen Wohnhaus Gneisenaus in der Marktstraße 7 an dessen biografische Verbindungen zu Erfurt.[10]

## Rezeption

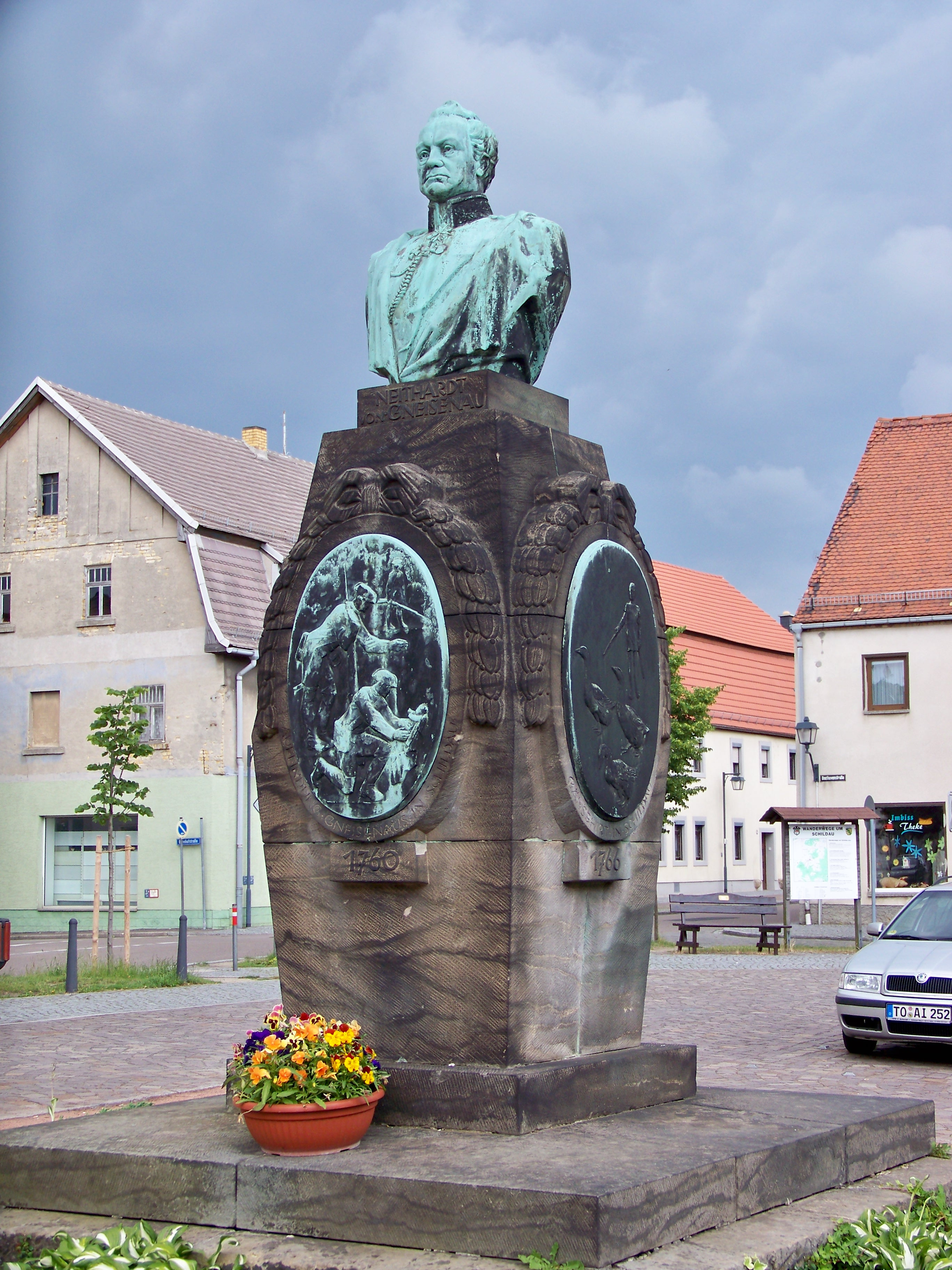
Gneisenau-Denkmal in Schildau

### Auftragstaktik
Unter anderem auf Grundlage von Gneisenaus Ideen wurde später die Auftragstaktik entwickelt, die heute vor allem in den deutschen und israelischen Streitkräften angewandt wird.

### Benennungen
- Von 1952 bis zu ihrem Aufgehen in der Doppelstadt Belgern-Schildau 2013 führte Schildau, die Geburtsstadt des Generalfeldmarschalls und Heeresreformers, den offiziellen Beinamen Gneisenaustadt.
- Die nach ihm benannte Zeche Gneisenau war ein 1873 gegründetes Steinkohle-Bergwerk im Dortmunder Stadtteil Derne, das bis zum 5. August 1985 in Betrieb war. In seiner Nachbarschaft wurde 2008 der Landschaftspark Gneisenau eröffnet und 2013 erweitert.[12]
- Drei deutsche Marinen tauften Schiffe auf den Namen Gneisenau:
  - 1879 lief die Gneisenau, eine Dreimast-Kreuzerfregatte, als Kadettenschulschiff der Kaiserlichen Marine vom Stapel.
  - 27 Jahre später wurde ein Panzerkreuzer auf den Namen Gneisenau getauft.
  - Die Kriegsmarine hatte seit 1936 ein Schlachtschiff mit diesem Namen.
  - Die Bundesmarine stellte 1958 mit der Schulfregatte Gneisenau einen vormaligen britischen Geleitzerstörer in Dienst.
- Bei den Grenztruppen der DDR trug das Grenzregiment 25 den Ehrennamen Neidhardt von Gneisenau.
- Die Gneisenau-Kaserne in Erfurt wird heute zivil genutzt.
- Das Heeresmusikkorps 300 ist in der Gneisenau-Kaserne in Koblenz-Pfaffendorf stationiert. Die Kaserne wird heute teilweise zivil genutzt.
- Die Gneisenau-Kaserne in Münden fungierte nach dem Zweiten Weltkrieg als Landespolizeischule Niedersachsen und ist inzwischen Teil der Polizeiakademie Niedersachsen.
- In Trier hat sich die Gneisenau-Kaserne von einer Unterkunft für Soldaten zu einem Zentrum kirchlicher Sozialarbeit entwickelt.
- In Zerbst (Anhalt) wurde die Gneisenau-Kaserne für Truppenteile der Wehrmacht erbaut.
- Zivile Schiffe:
  - Gneisenau, Reichspostdampfer der Feldherren-Klasse des Norddeutschen Lloyd.
  - Gneisenau, Passagierschiff des Norddeutschen Lloyd, getauft am 17. Mai 1935 von Ursula Gräfin von Gneisenau.
- Im Manfred-Wörner-Zentrum der Führungsakademie der Bundeswehr wurde der zentrale Saal nach Gneisenau benannt.
- In vielen deutschen Orten wurden Straßen, Alleen und Wege nach Gneisenau benannt, so zum Beispiel in Berlin-Kreuzberg die Gneisenaustraße.
- Zur Erinnerung an den 200. Geburtstag Gneisenaus legte die Postverwaltung der DDR eine Sonderbriefmarke auf.

## Briefe
- Briefe August Neidhardts von Gneisenau: eine Auswahl. Koehler und Amelang, München 2000. ISBN 3-7338-0236-5.
- von August Neidhardt von Gneisenau verfasste Briefe im Jahr 1813.
- Regina Henscheid (Hrsg.): Briefe des August Neidhardt von Gneisenau an seine Frau, 1796–1831. Aus dem Bestand des Geheimen Staatsarchiv Preußischer Kulturbesitz Berlin-Dahlem, in vier Bänden:
  - Band 1, Hundert Briefe / Hauptmann Neidhardt von Gneisenau schreibt an seine Frau, 1796–1806. Büro Wilhelm Verlag, Amberg 2017. ISBN 978-3-943242-86-7.
  - Band 2, Unfrieden und Krieg / Neidhardt von Gneisenau schreibt an seine Frau, 1809–1815. Büro Wilhelm Verlag, Amberg 2017. ISBN 978-3-943242-87-4.
  - Band 3, Nach dem Triumph / General Graf Gneisenau schreibt an seine Frau, 1815–1822. Büro Wilhelm Verlag, Amberg 2019. ISBN 978-3-948137-02-1.
  - Band 4, Letzte Jahre / Generalfeldmarschall Graf Gneisenau schreibt an seine Frau, 1823–1831. Büro Wilhelm Verlag, Amberg 2021. ISBN 978-3-948137-45-8.

Gneisenaus Persönlichkeit zeigt sich in seinem unverwechselbaren Briefstil, der viele Register nutzte und der bei entsprechendem Anlass von einer beneidenswerten Ausdruckskraft zeugt. Seine unermesslich große Korrespondenz wurde schon im 19. Jahrhundert in Teilen veröffentlicht. Jetzt liegen die Briefe an seine Frau Caroline vor, wie sie im Geheimen Staatsarchiv Preußischer Kulturbesitz in Berlin-Dahlem aufbewahrt werden. Sie umfassen den Zeitraum von 1796 bis 1831 und beleuchten Gneisenaus Wandel durch die Jahre, seine Gefühlswelten und wie man lebte in der uns fernen Epoche in Niederschlesien, in europäischen Großstädten, endlich bei Waterloo, in Berlin und Posen.